# Museen in Kassel
In Kassel befinden sich zahlreiche bedeutende Museen und Ausstellungsorte. Grundlage der heutigen Museumslandschaft in Kassel waren die Sammlungen der Landgrafen und Kurfürsten von Hessen-Kassel. Das Fridericianum, am heutigen Friedrichsplatz, eröffnet 1779, gilt als einer der ersten öffentlichen Museumsbauten auf dem europäischen Kontinent. Eine Sonderrolle nimmt das „Museum der hundert Tage“, die alle 5 Jahre stattfindende documenta, ein.

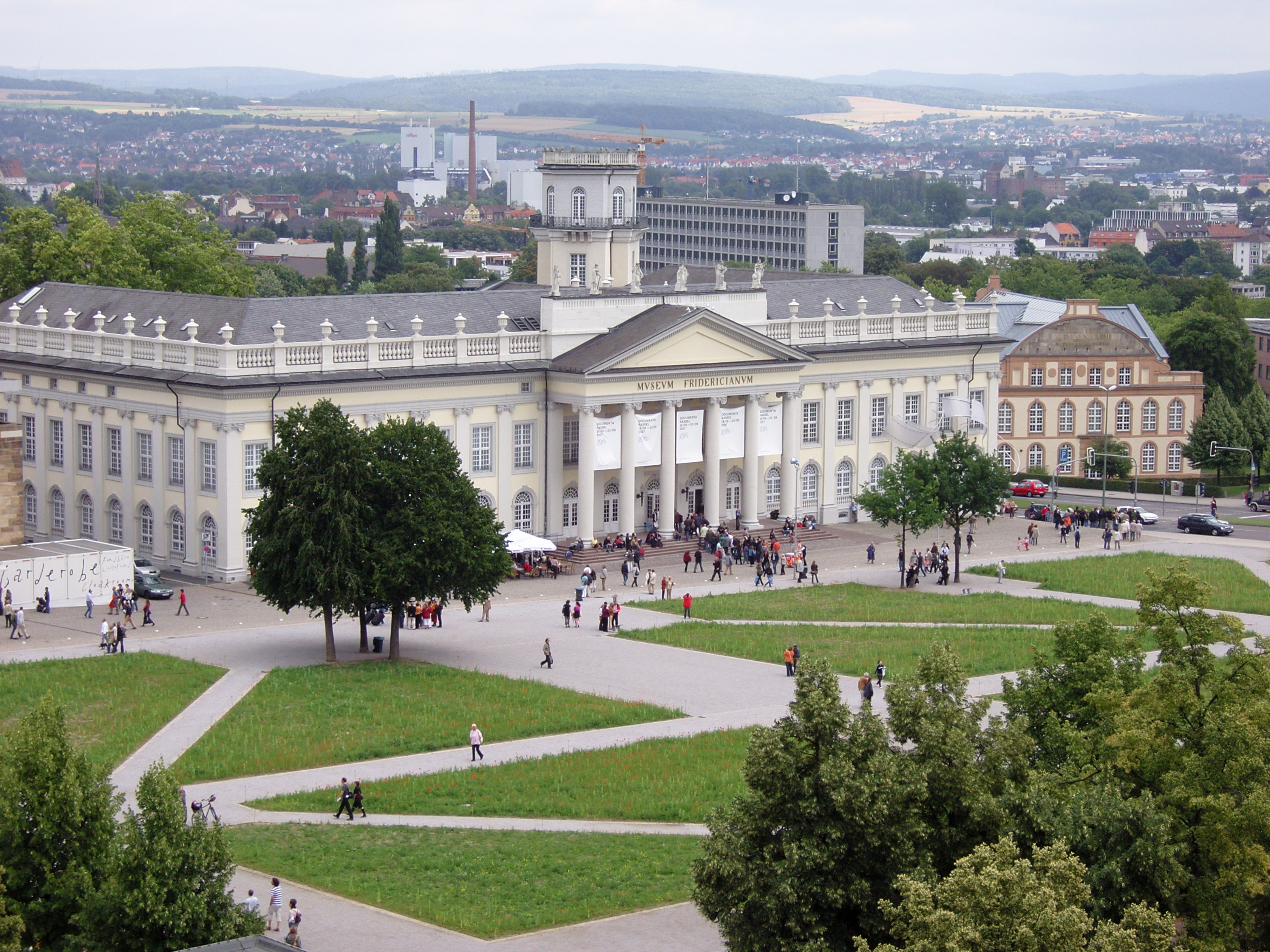
Fridericianum

## Museumslandschaft Hessen Kassel
Die Häuser des Landes Hessen firmierten bis 2006 unter den zwei Landeseinrichtungen Staatliche Museen Kassel und Verwaltung der Staatlichen Schlösser und Gärten Hessen, seither sind sie unter dem gemeinsamen Namen Museumslandschaft Hessen Kassel zusammengefasst.

### Schloss Wilhelmshöhe

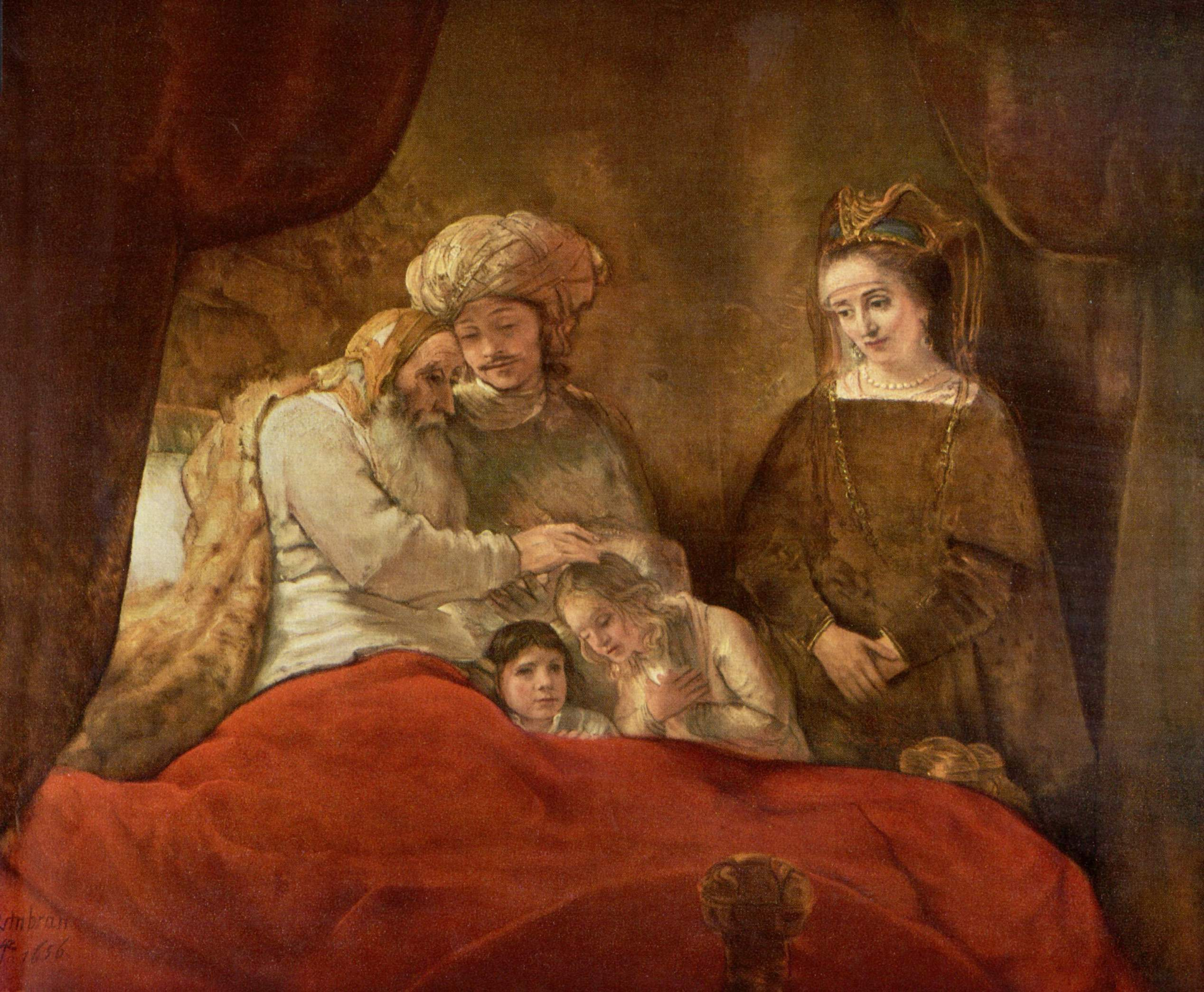
Der Jakobssegen von Rembrandt.

Im Bergpark Wilhelmshöhe liegt das Schloss Wilhelmshöhe⊙, ein historischer Bau des späten 18. Jahrhunderts. Der Mittelflügel beherbergt die Antikensammlung und die Gemäldegalerie Alte Meister. Sie enthält vornehmlich flämische und holländische Malerei des Barock, beispielsweise von Rembrandt (u. a. dessen Werk Jakobssegen), Frans Hals und Rubens. Vertreten ist auch altdeutsche (Albrecht Altdorfer, Albrecht Dürer), italienische und spanische Malerei. Im Weißensteinflügel sind historisch eingerichtete Innenräume zu besichtigen.
Die Graphische Sammlung, die Fachbibliothek und die Verwaltung befinden sich im Kirchflügel.

### Neue Galerie

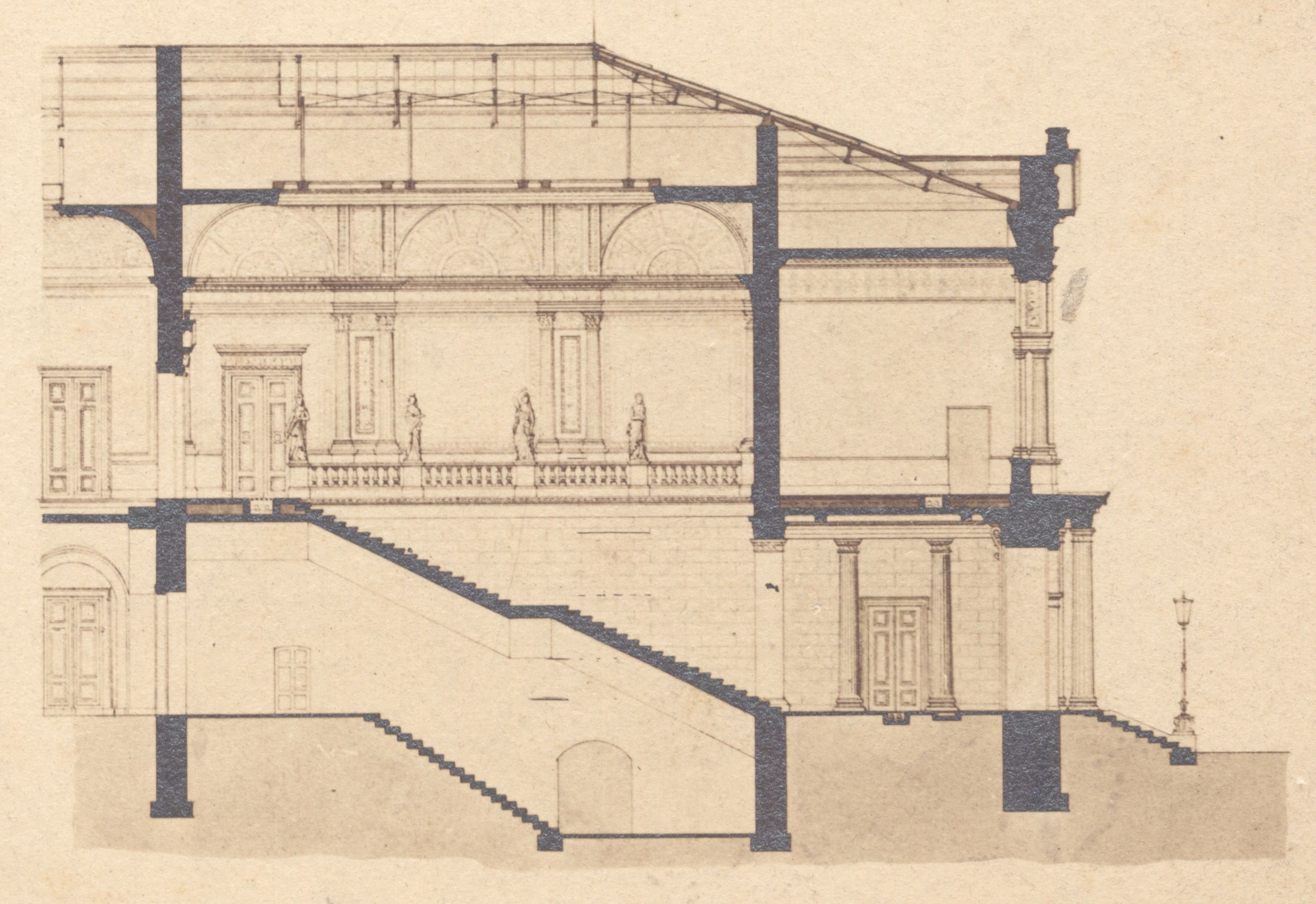
Schnitt durch den Eingangsbereich der Neuen Galerie

Die Neue Galerie⊙ liegt zwischen Rathaus und Karlsaue. Das Gebäude wurde in den Jahren von 1871 bis 1877 durch den Architekten Heinrich von Dehn-Rotfelser errichtet und am 28. Dezember 1877 eingeweiht. Das Museum zeigt europäische Malerei und Skulptur des 19. und 20. Jahrhunderts sowie Kunst der Gegenwart. Das Gebäude wurde zwischen 2007 und 2011 umgebaut.

### Palais Bellevue
Das Palais Bellevue, 1714 durch den damaligen Hofbaurat du Ry des Landgrafen Karl zu Hessen-Cassel als Observatorium errichtet, steht für das offene Wirken der Gesellschaft in den Wissenschaften. Es beherbergte neben den städtischen Kunstsammlungen seit 1972 auch die Sammlungen und Archive der Brüder Grimm-Gesellschaft und des Museums. Der Begriff Palais oder Schloss Bellevue umfasst darüber die gesamte ehemalige Anlage der Gebäude, die sich entlang des gleichnamigen Weges oberhalb der barocken Gartenanlage der Karlsaue vom Friedrichsplatz bis zum Frühstückstempel unterhalb des Weinbergs befanden und den Abschluss des Quartiers der hugenottischen Gründung Oberneustadt formten.

### Hessisches Landesmuseum

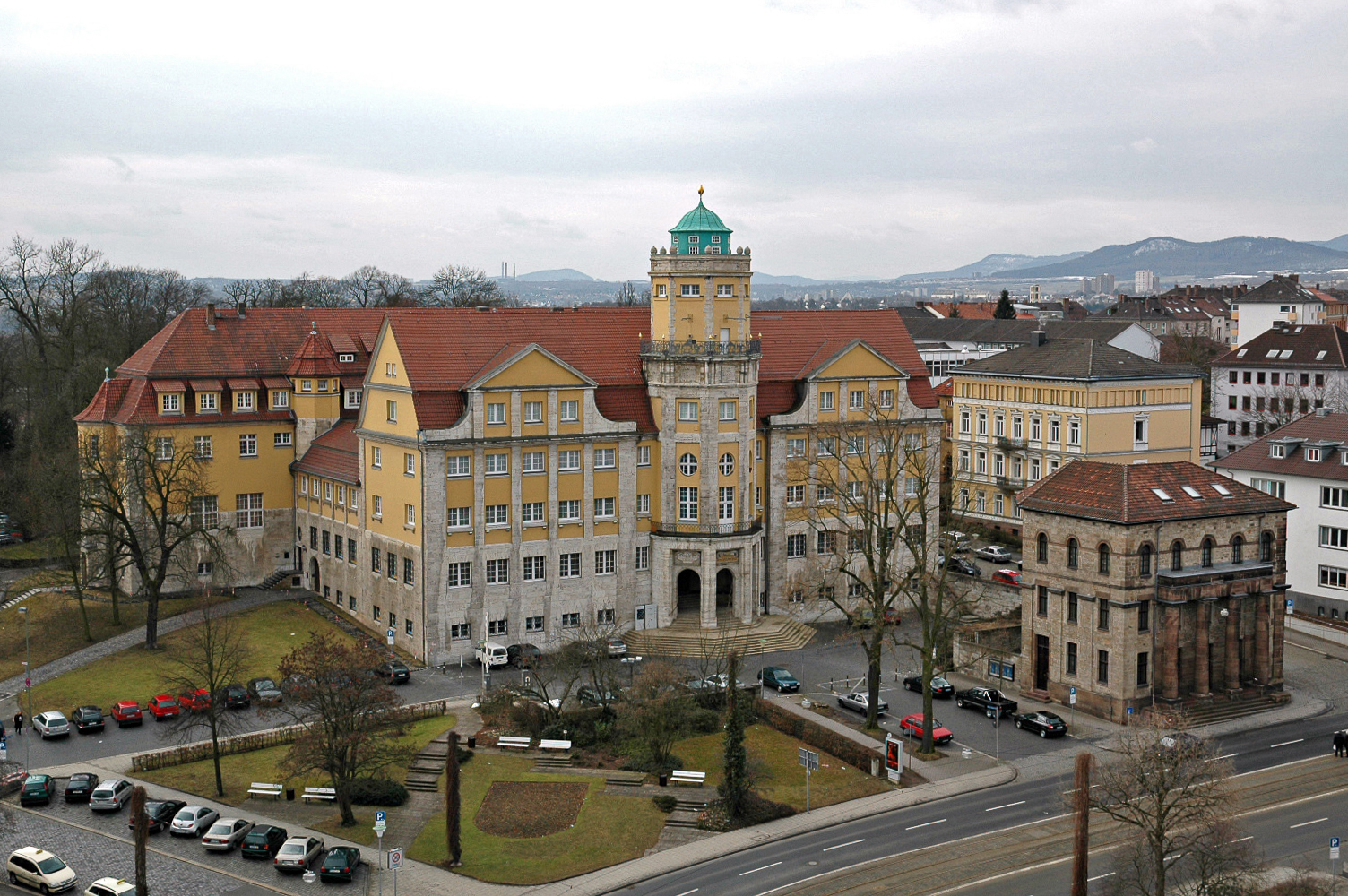
Hessisches Landesmuseum, rechts eines der beiden Gebäude der Torwache (2005)

Das Hessische Landesmuseum⊙ befindet sich am Ausgang der Kasseler Innenstadt, direkt am Wilhelmshöher Tor, an dessen sechseckiger Anlage sich das Gebäude befindet. Der Museumsbau wurde nach Entwürfen des Architekten Theodor Fischer ausgeführt und am 23. August 1913 zur Tausendjahrfeier der Stadt Kassel eröffnet. Das Gebäude und die Sammlungen des Museums waren von 2008 bis 2016 wegen Sanierungsmaßnahmen geschlossen. In unmittelbarer Nähe befand sich in der Torwache eine Dauerausstellung zu Kunsthandwerk vom Historismus bis zum Design der Gegenwart, die ebenfalls bis auf weiteres geschlossen wurde.
Bis 2008 waren im Hessischen Landesmuseum folgende Sammlungen untergebracht:
- Vor- und Frühgeschichte
- Angewandte Kunst
- Volkskunde
- das Deutsche Tapetenmuseum

### Astronomisch-Physikalisches Kabinett
Das Astronomisch-Physikalische Kabinett⊙ befindet sich in der Orangerie in der Karlsaue. Die ersten Arbeiten an der schlossartigen Orangerie begannen im Jahr 1702 unter Landgraf Karl von Hessen-Kassel. Im Zweiten Weltkrieg wurde das Gebäude bis auf die Außenmauern zerstört. Nach dem Wiederaufbau in den 1970er-Jahren diente sie, wie auch schon im 19. Jahrhundert, als Ausstellungsgebäude, insbesondere für die documenta (die auch zuvor schon die Ruine und das Gelände nutzte). Nach dem Neubau der documenta-Halle im Jahr 1992 konnte das Astronomisch-Physikalische Kabinett mit Planetarium in die Orangerie ziehen und den Großteil des Bauwerks für seine Dauerausstellung nutzen; bis 2004 unter dem Namen Museum für Astronomie und Technikgeschichte.
Das Museum beherbergt auch ein Planetarium, dessen Programm vom Astronomischen Arbeitskreis Kassel gestaltet wird.
Die Sammlung des Astronomisch-Physikalischen Kabinetts beherbergt die Ausstellungsbereiche Astronomie, Uhren, Geodäsie, Physik und Mathematik/Informationstechnik von der Spätrenaissance bis zur Industriellen Revolution. Die Entstehung der Sammlung ist der kontinuierlichen Förderung der Naturwissenschaften durch die hessischen Landgrafen, aber auch ihrer Sammelleidenschaft für Kuriositäten zu verdanken.
Ausgestellt werden unter anderem Sekundenpendeluhren, Vakuumpumpen, Mikroskope, Elektrisiermaschinen, frühe Rechenmaschinen und Quadranten. Die Sammlung enthält auch eine Rekonstruktion des Mechanismus von Antikythera.

### Außenstellen
Etwa 10 km nördlich von Kassel, bei Calden, liegt das Schloss Wilhelmsthal⊙ aus der Zeit des Rokoko, das von überregionaler kunsthistorischer Bedeutung ist. In Bad Wildungen befindet sich im Schloss Friedrichstein⊙ die Waffensammlung der Museumslandschaft Hessen Kassel.

## Museen in städtischer Trägerschaft

### Grimmwelt
Die Grimmwelt ⊙
liegt auf dem Weinberg, nahe dem Hessischen Landesmuseum und dem Museum für Sepulkralkultur. Das Museum zum Schaffen, Wirken und Leben der Brüder Grimm wurde 2015 eröffnet. Mit Eröffnung der Grimmwelt wurde das Brüder-Grimm-Museum, das sich im historischen Palais Bellevue an der Schönen Aussicht befand, geschlossen.

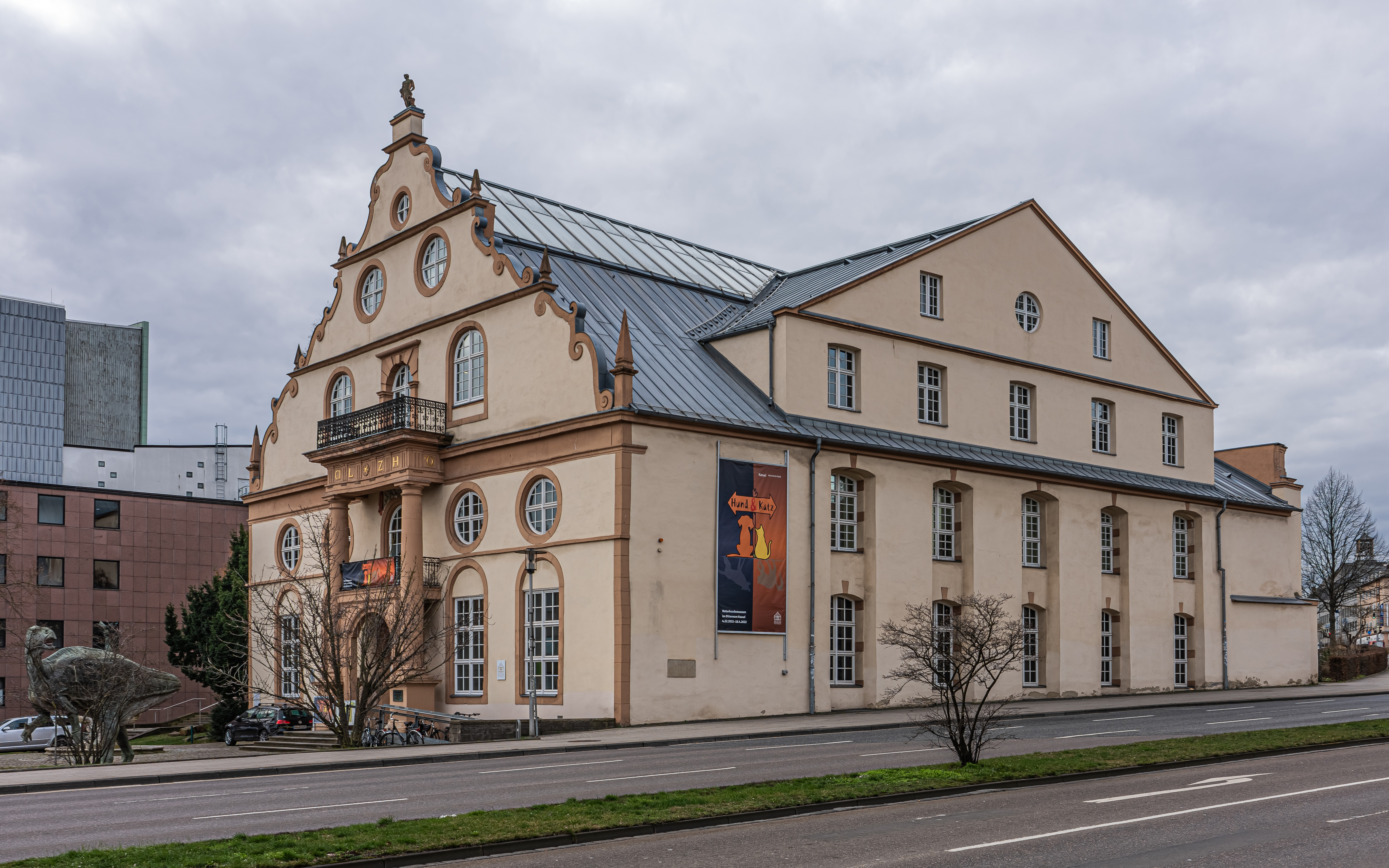
Naturkundemuseum im Ottoneum

### Naturkundemuseum im Ottoneum
Das Naturkundemuseum der Stadt Kassel befindet sich im Ottoneum⊙, am Steinweg, in unmittelbarer Nähe des Friedrichsplatzes. Es geht zurück auf die im Jahr 1568 gegründete Kunstkammer von Wilhelm IV. von Hessen-Kassel.

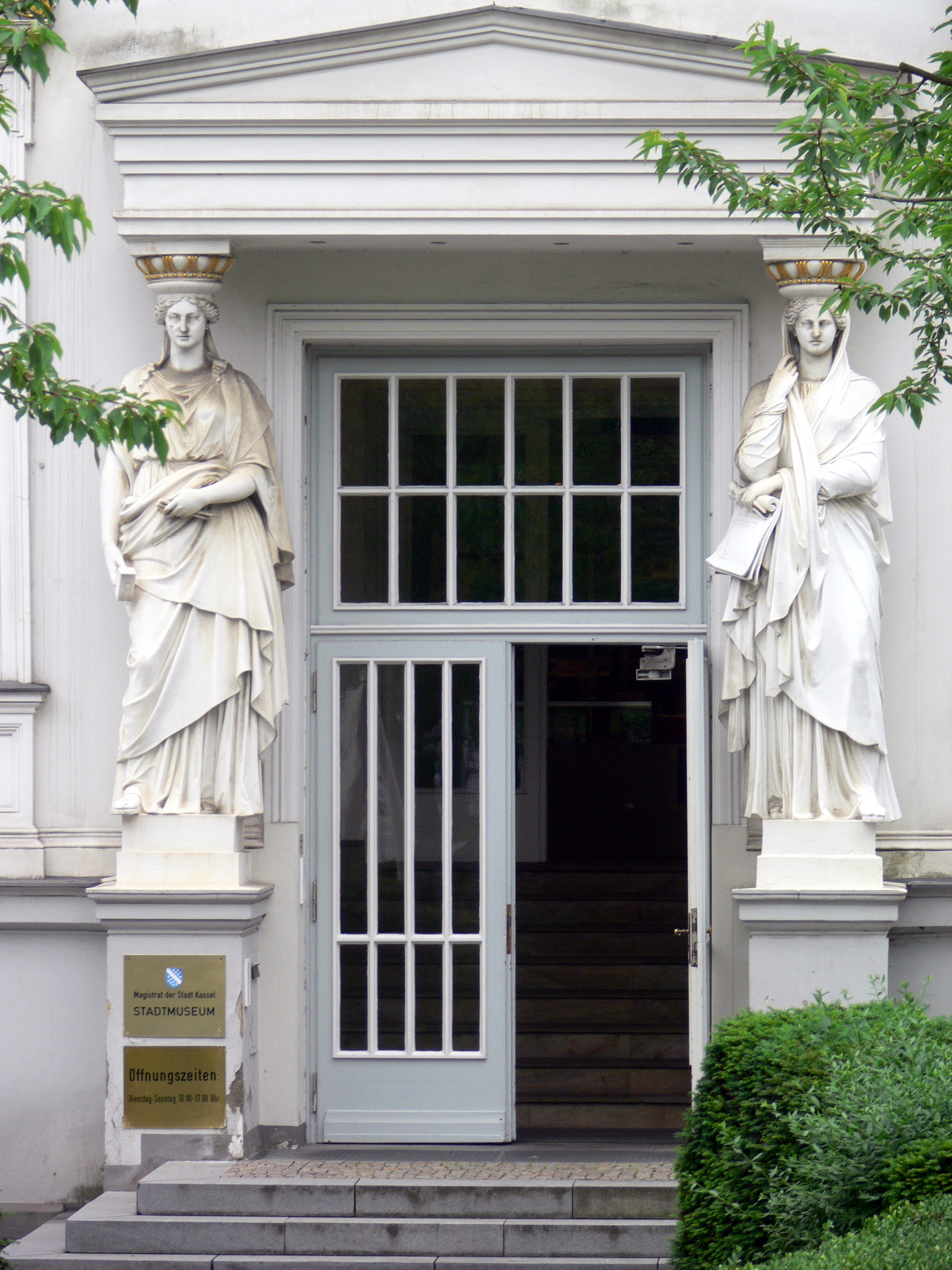
Eingang des Stadtmuseums am Ständeplatz

### Stadtmuseum
Das Stadtmuseum⊙ wurde 1979 als historisches Museum gegründet. Es stellt anhand von Stadtmodellen, bildlichen Dokumenten und Alltagsgegenständen die historische Entwicklung Kassels seit seiner ersten Erwähnung dar. Nach mehr als sechsjähriger Sanierungsszeit wurde das Museum am 18. Juli 2016 wiedereröffnet. Nun gibt es dort u. a. auch die KasselWerkstatt als Raum für die museumspädagogische Arbeit, eine Bibliothek mit Medien zur Stadthistorie Kassels und den Geschichtsturm als Ort für Sonderausstellungen. Während der Sanierungs- und Erweiterungsarbeiten befand sich in unmittelbarer Nähe zum Museum in der Wilhelmsstraße eine extra eingerichtete „Schaustelle“ mit kleinen Sonderausstellungen und Vorträgen.

## Weitere Museen und Ausstellungsorte
In der Stadt gibt es weitere Museen und Ausstellungsorte in freier Trägerschaft. Sie werden in der folgenden Liste nach Themen gegliedert aufgezählt.

### Historische Museen
- Das Kasseler Bademuseum im Kurbad Jungborn⊙ (letztes noch vorhandes ehemaliges Kasseler Flussbad) zeigt Ausstellungen zum Badewesen allgemein sowie zur Geschichte der Kasseler Frei- und Hallenbäder.
- Das Sara Nussbaum Zentrum für Jüdisches Leben ist benannt nach der ersten weiblichen Ehrenbürgerin Kassels, Sara Nussbaum, und wird von einer gemeinnützigen GmbH getragen. Die Dauerausstellung „Juden in Kassel“ informiert hier über die Geschichte der Juden in Kassel und Umgebung vom Mittelalter bis heute. Darüber hinaus werden bedeutende Persönlichkeiten jüdischen Glaubens und ihr Beitrag zur Entwicklung der Stadt vorgestellt.[12]

### Kunstmuseen und Galerien

#### Malerei und Bildende Kunst
- Die documenta-Halle⊙ wurde eigens für die gleichnamige Ausstellung zeitgenössischer Kunst erbaut und beherbergt alle fünf Jahre einen Großteil der documenta-Kunstwerke. In der anderen Zeit finden hier Wechselausstellungen statt.
- Die Kunsthalle Fridericianum⊙ – einer der ältesten öffentlich zugänglichen Museumsbauten auf dem europäischen Festland – beherbergt alle fünf Jahre Teile der documenta. Außerhalb dieser Zeit werden dort wechselnde Kunstausstellungen, z. B. des Kasseler Kunstvereins, gezeigt.
- In der Galerie Handwerksform⊙ der Handwerkskammer Kassel zeigen deren (Mitglieds)betriebe und Innungen mit ganz unterschiedlichen Präsentationen die Vielfalt ihres Schaffens.
- Im Kunsttempel⊙ finden wechselnde Ausstellungen und Veranstaltungen von Künstlern statt.
- Seit 2015 verfügt die Artothek der Stadtbibliothek Kassel über einen Ausstellungsraum am Karlsplatz. Dort werden Kunstwerke aus der Sammlung gezeigt.[13]
- Der Verein Kunstbalkon e. V. zeigt im Stadtteil Südstadt Arbeiten seiner Mitglieder (bildende Künstler) in wechselnden Ausstellungen.[14]

Im und beim Kasseler Kulturbahnhof befinden sich folgende Galerie- und Ausstellungsräume:
- Im Kasseler Architekturzentrum⊙ der Kasseler Ortsgruppe des Bunds Deutscher Architekten werden regelmäßig Ausstellungen gezeigt, die sich mit den Themen Architektur und Stadtplanung auseinandersetzen.
- Die Caricatura⊙ versteht sich als Galerie für Komische Kunst.
- Der Kunstraum Stellwerk⊙ ist ein von Studenten der Kunsthochschule organisierter Ausstellungsraum.
- In der temporären Ausstellungsplattform Interim am Kulturbahnhof Kassel zeigen Studierende der Kunsthochschule Kassel wechselnde Ausstellungen.[15][16]
- Im Ausstellungsraum im ersten Obergeschoss des Südflügels des Kulturbahnhofs zeigt der Verbund 387 drei bis vier (Kunst)ausstellungen jährlich. Bei 387 handelt es sich um einen Zusammenschluss von sieben Kasseler Kunst- und Kulturorganisationen, der sich nach der Quadratmetergröße der Ausstellungsfläche benannt hat.[17]

#### Musik
- Das Spohr Museum⊙ im Südflügel des Kulturbahnhofs vermittelt Leben und Werk des Komponisten, Geiger und Dirigenten Louis Spohr.

### Technische Museen

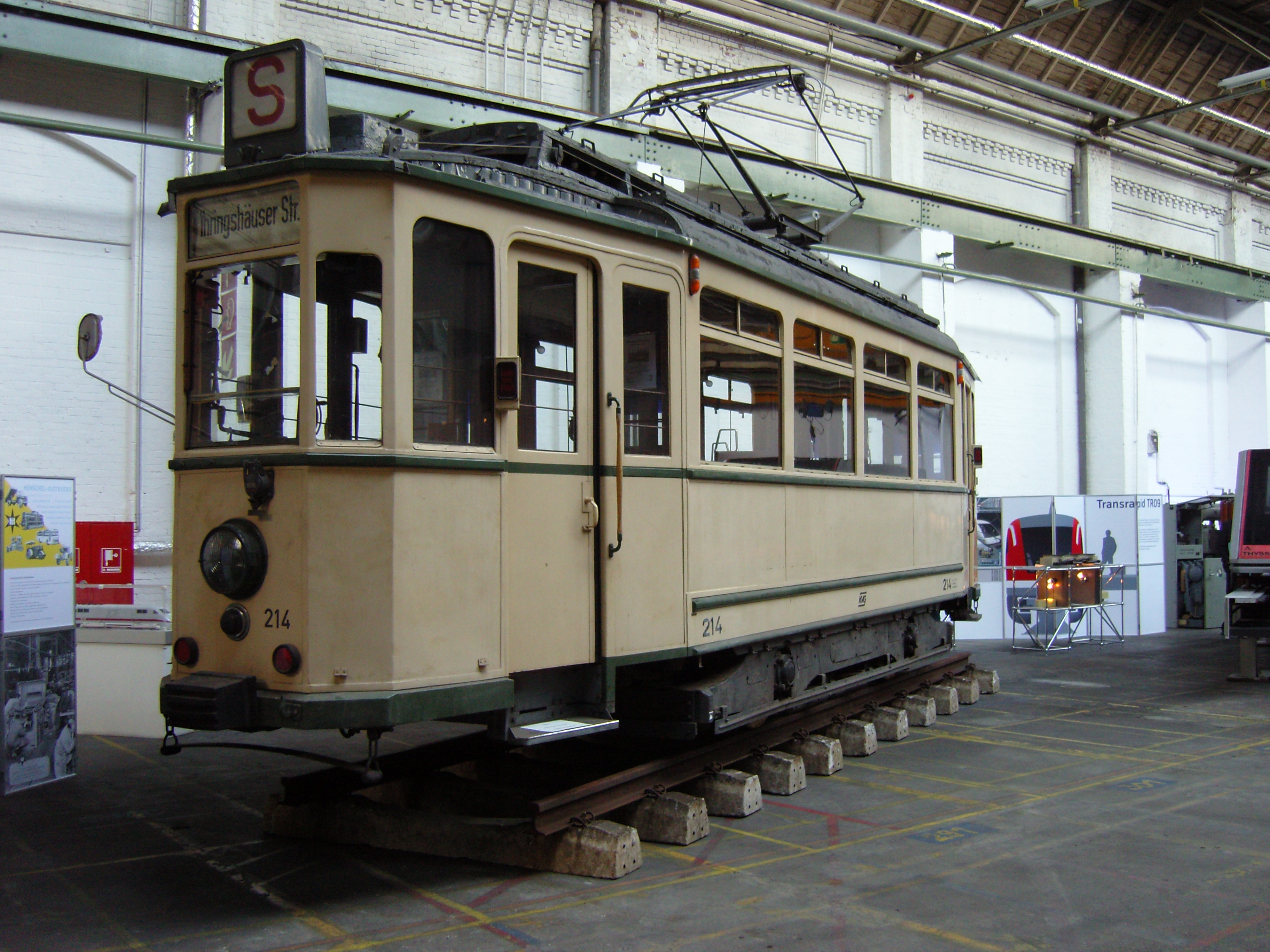
Kasseler Straßenbahnwagen als Leihgabe im Technik-Museum Kassel

#### Allgemein über Technik
- In unmittelbarer Nachbarschaft zum Henschel-Museum befindet sich das Technik-Museum Kassel⊙ mit zahlreichen Exponaten der regionalen Technikgeschichte.

#### Energietechnik
- Das Energietechnikmuseum im ehemaligen Wasserkraftwerk Neue Mühle  widmet sich der Geschichte und Gegenwart der Kasseler Strom-, Wasser- und Gasversorgung.

#### Verkehr
- Das Straßenbahnmuseum Kassel⊙ zeigt in bescheidenem Rahmen Exponate zur Geschichte des Nahverkehrs in Kassel.
- Auf dem Gelände der ehemaligen Henschel-Werke in Rothenditmold befindet sich die kleine Dauerausstellung des Henschel Museums⊙.
- Im 3. Stock des Hafenspeichers am Kasseler Hafen befindet sich das Museum Fuldaschifffahrt des Museumsvereins Fuldaschifffahrt e. V.[18]

### Museen zu weiteren Themen
- Das Museum für Sepulkralkultur⊙ zeigt Dauer- und Wechselausstellungen zu Bestattungskultur und Totenkult.
- Seit 2000 wird das Rondell an der Fulda für Ausstellungen genutzt, welche vom Verein Bastion Kunst e. V. organisiert werden.[19]